# Laniarius amboimensis
Bubu-da-gabela, picanço-do-amboim ou picanço-de-Angola (Laniarius amboimensis), é uma espécie de ave da família Malaconotidae.
É endémica de Angola.
Os seus habitats naturais são: regiões subtropicais ou tropicais húmidas de alta altitude.
Está ameaçada por perda de habitat.